# Беренгела I Кастилска
Беренгела I Кастилска, наричана Беренгела I Велика, е кралица на Леон (1197 – 1204) и за кратко кралица на Кастилия (1217).

## Произход
Родена е на 1 юни 1180 г. в Бургос, Кастилия. Дъщеря е на крал Алфонсо VIII Кастилски и на английската принцеса Елинор Плантагенет. Внучка е на краля на Англия Хенри II и на Елеонор Аквитанска.

## Управление

### Кралица на Леон
През 1197 г. Беренгела е омъжена за втория си братовчед – краля на Леон Алфонсо IX, на когото ражда пет деца.
През 1204 г. папа Инокентий III разтрогва брака им поради близкото кръвно родство, след което Беренгела се връща заедно с децата си в Кастилия. Оттогава нататък Беренгела и бившият ѝ съпруг поддържат обтегнати отношения.
Алфонсо IX има две дъщери – Санча и Дулсе – от първия си брак с Тереза Португалска и се опитва да прехвърли върху тях всички наследствени права, лишавайки от такива децата си от Беренгела. За тази цел Алфонсо IX предлага ръката на дъщеря си Санча на йерусалимския крал Йоан дьо Бриен, на когото смята да предаде короната на Леон. За да осуети тези планове Беренгела убеждава Йоан дьо Бриен да се ожени за дъщеря ѝ Беренгела.

### Кралица на Кастилия
На 6 юни 1217 г. умира братът на Беренгела – крал Енрике I Кастилски, и Беренгела наследява престола на Кастилия. Още на 31 август същата година Беренгела преотстъпва трона на Кастилия на сина си Фернандо ІІІ, но продължава да участва в управлението като негов най-близък съветник. Беренгела избира и бъдещата съпруга на сина си – швабската принцеса Елизабет фон Хоенщауфен, която е внучка на византийския император Исак II Ангел от дъщеря му Ирина.

## Смърт
Умира на 8 ноември 1246 г. в Бургос на 66-годишна възраст.

## Деца
- Леонора (* 1199, † 1210)
- Фернандо (* 1200, † 1252)
- Алфонсо (* 1203, † 1272)
- Беренгела (* 1204, † 1237)
- Констанса († 1242)